# 東坡家事
《東坡家事》（英語：With or Without You），香港電視廣播有限公司拍攝製作的古裝喜劇電視劇，以宋代詩人蘇軾故事為題；由歐陽震華及萬綺雯領銜主演，並由王浩信、黃心穎、陳煒、楊詩敏、馬賽及單立文聯合演出，監製黃偉聲。本劇在無錫影視基地取景。
此劇為2015無綫節目巡禮劇集之一、無綫海外業務及簡介2015‬所推介的17部劇集之一、2015香港國際影視展11部推介劇集之一，亦是無綫電視48週年台慶劇。

## 播映时段
| 頻道              | 所在地   | 播映日期       | 播出時間               |
| 翡翠台 高清翡翠台 | 香港     | 2015年10月26日 | 星期一至五 20:30-21:30 |
| Astro On Demand   | 马来西亚 | 2015年10月26日 | 星期一至五 20:30-21:15 |
| 八度空間          | 马来西亚 | 2017年8月30日  | 星期一至五 20:30-21:15 |
| TVBJ              |          | 2015年10月26日 | 星期一至五 23:30-00:30 |
| 星和娱家戏剧台    | 新加坡   | 2016年2月18日  | 星期一至五 20:00-21:00 |

## 演員表

### 蘇家
| 演員     | 角色   | 暱稱／關係 |
| 歐陽震華 | 蘇 洵  | 前朝大臣 程夫人之夫 蘇八娘、蘇東坡、蘇轍、蘇大妹、蘇小妹之亡父 出現於蘇東坡的夢境中 |
| 歐陽震華 | 蘇東坡 | 肥坡（柳月娥專稱）、大蘇大人、蘇軾 直史館判官告院 蘇洵、程夫人之子 王弗的前夫 王閏之之堂姐夫，後為夫君 蘇邁之父 蘇八娘之弟 蘇轍、蘇大妹、蘇小妹之兄 陳季常之好友 柳月娥之冤家 與王安石亦敵亦友，於第30集關係好轉，但未和好 與江萬里、田三川不和 與趙頊情同好友，後反目 患有夢行症 於第29集以叛逆罪名被收監，並與王閏之反目 於第30集被貶至黃州當團練副使，後與王閏之重逢和好 童年由朱梓翹飾演 |
| 陳嘉嘉   | 程夫人 | 蘇洵之妻 蘇八娘、蘇東坡、蘇轍、蘇大妹、蘇小妹之亡母 |
| 李漫芬   | 蘇八娘 | 閨名適櫻 蘇洵、程夫人之亡女 蘇東坡、蘇轍、蘇大妹、蘇小妹之亡姊 程子才之亡妻 被程子才虐待至死 |
| 黃穎君   | 王 弗  | 蘇東坡之亡妻 王閏之之堂姐 蘇邁之亡母 出現於蘇東坡的幻覺中 |
| 萬綺雯   | 王閏之 | 廿八娘 廚神／京官夫人 蘇東坡之堂小姨，後為繼室 王弗之堂妹 蘇邁之堂姨，被其針對，後和好 柳月娥之青梅竹馬兼好友 秦少游之學生 於第15集懷疑釀製有毒蜜糖酒而被囚禁，後釋放 於第26集被徐淑眉襲擊並綁架，獲救時已被徐淑眉打至重傷昏迷 於第29集與蘇東坡反目 於第30集在黃州與蘇東坡重逢並和好 |
| 歐瑞偉   | 蘇 轍  | 細蘇大人 朝廷命官 蘇洵、程夫人之子 史密之夫 蘇八娘、蘇東坡之弟 蘇大妹、蘇小妹之兄 於第19集被貶至南海之濱 |
| 康 華    | 史 密  | 蘇轍之妻 被程子才以弟弟性命要脅而成為遼國奸細 琴操之手下 於第27集殺害徐淑眉 於第28集為救蘇東坡及秦少游而與程子才同歸於盡 |
| 楊詩敏   | 蘇大妹 | 一扇軒東主 閨名適柳 蘇洵、程夫人之女 蘇八娘、蘇東坡、蘇轍之妹 蘇小妹之姊 陳季常之初戀情人，後為其妾侍，最後為其正室 被柳月娥欺負兼針對，後和好 王雱之未婚妻，後被悔婚 |
| 黃心穎   | 蘇小妹 | 齊陰怪 閨名適桃 蘇家三小姐 蘇洵、程夫人之女 蘇八娘、蘇東坡、蘇轍、蘇大妹之妹 秦少游之冤家，後為其平妻，最後為正室 |
| 王浩信   | 秦少游 | 玉面郎君、死長腳 風流才子，後為京官／角觝高手 蘇小妹之冤家，後為其夫 徐淑眉之前夫 壽安郡主之鍾情對象 洪四之好友 王閏之、蘇邁之家庭老師 於第5集起入住蘇家 於第11集成为新科状元 於第22集與徐淑眉再次和離 |
| 李璧琦   | 徐淑眉 | 咩夫人 徐誠、徐梁氏之女 多年前嫌秦少游沒出息，迫秦少游寫休書 於第13集得知秦少游高中状元而假意接近蘇家，後成為秦少游之平妻 於第22集因被發現陷害蘇小妹而被秦少游休掉，其後開始針對蘇家 於第26集到妓院做妓女，後被遣返鄉下時遭衙差污辱及毀容，其後更綁架並襲擊王閏之至其重傷 於第27集被史密殺害後被棄屍於蘇家水井                                                                               |
| 林詠渝   | 蘇 邁  | 蘇東坡、王弗之子 被宋慧嬌教壞、慫恿及利用 王閏之之繼子，並針對她，後和好 王旁之書友 秦少游之學生 |
| 王綺琴   | 宋慧嬌 | 皇上御賜褓姆 宋慧橋之姊 針對、陷害王閏之 鍾情蘇東坡 教壞、慫恿及利用蘇邁 於第6集以為自己誤殺王閏之而畏罪潛逃，離開蘇家前往高麗 |
| 張彥博   | 高 貴  | 蘇家家丁 |
| 何偉業   | 高 興  | 蘇家家丁 |
| 羅欣羚   | 春 風  | 蘇大妹之侍婢 |
| 黃匡翹   | 春 花  | 蘇小妹之侍婢 |
| 王舒銳   | 春 雪  | 王閏之之侍婢 |
| 朱斐斐   | 春 月  | |

### 陳家
| 演員   | 角色   | 暱稱／關係 |
| 泰 臣  | 陳季常 | 柳月娥之夫，于第25集被其休掉 蘇大妹之初戀情人，後為其夫 蘇東坡之好友                                                                                                  |
| 陳 煒  | 柳月娥 | 河東獅 一扇軒股東，後為老闆 陳季常之妻，于第25集被休掉 郡主之前侍婢及郡主駙馬之表妹 王閏之之青梅竹馬兼好友 欺負兼針對蘇大妹，後和好 蘇東坡之冤家 於第25集起患上僵硬症 |
| 楊詩敏 | 蘇大妹 | 陳季常之初戀情人，後為其妾侍，最後為其正室 被柳月娥欺負兼針對，後和好 參見蘇家                                                                                        |
| 謝文欣 | 紅 梅  | 柳月娥之侍婢，于第19集反目 |
| 林健生 | 青 松  | 陳家家丁 |

### 北宋皇室
| 演員     | 角色     | 暱稱／關係 |
| 張頴康   | 趙 頊    | 宋神宗 皇帝 太后之子 壽安郡主之弟 趙顥、趙頵之兄 鍾情琴操，被其欺騙感情兼設局陷害 與蘇東坡情同好友，後反目並對其諸多猜忌 對王安石諸多猜忌 |
| 韓馬利   | 高太后   | 太子妃→皇后→太后 趙頊、壽安郡主、趙顥、趙頵之母 于第25集被赵顼软禁寝宫对外就说去慈航庵修行                                                |
| 李亞男   | 壽安郡主 | 太后之女 趙頊之姊 刁難蘇東坡 鍾情秦少游 科舉試題外洩之主謀                                                                                |
| 吳雲甫   | 趙 顥    | 岐王 太后之次子 壽安郡主、趙頊之弟 趙頵之兄 於第24集指皇上是宮女與蘇洵所生的私生子，因此逼其滴血驗親 於第25集被趙頊調去守陵               |
| 許家傑   | 趙 頵    | 嘉王 太后之四子 壽安郡主、趙頊、趙顥之弟 於第24集指皇上是宮女與蘇洵所生的私生子，因此逼其滴血驗親 於第25集被趙頊調去守陵                  |
| 鍾 麗    |          | 趙頊之妃子 |
| 楊家寶   |          | 趙頊之妃子 |
| 王靖怡   |          | 趙頊之妃子 |
| 蕭凱欣   |          | 趙頊之妃子 |
| 單立文   | 王安石   | 丞相，於第20集被琴操設局陷害而被罷免，於第25集恢復官職 大力推行改革 王雱、王旁之父 與蘇東坡亦敵亦友 琴操之天敵 被皇上諸多猜忌             |
| 楊瑞麟   | 江萬里   | 丞相／貪官 與蘇東坡不和 被琴操收買陷害王安石                                                                                              |
| 陳榮峻   | 田三川   | 丞相／貪官 與蘇東坡不和 於第20集被罷免，於第25集恢復官職                                                                                  |
| 歐陽震華 | 蘇東坡   | 大蘇大人 直史館判官告院 與趙頊情同好友，後反目 於第30集被貶至黃州當團練副使 參見蘇家                                                      |
| 歐瑞偉   | 蘇 轍    | 細蘇大人 朝廷命官，後被貶謫至南海 參見蘇家                                                                                                |
| 鄭健樂   | 錢       | 丞相 |
| 邵卓堯   | 李 哲    | 丞相 |
| 李海生   | 黎 田    | 丞相 |
| 麥嘉倫   | 盧 仲    | 丞相 |
| 王浩信   | 秦少游   | 新科狀元，後為將作監丞 參見蘇家 |
| 李霖恩   | 王 雱    | 新科榜眼，後為通判 王安石、王吳氏之長子 王旁之兄 曾和蘇大妹訂下婚約                                                                       |
| 王致狄   | 招 石    | 新科探花，後為通判 |
| 李興華   | 馬東安   | 新科探花，後為通判 |
| 李偉健   | 朱德健   | 科舉考生 |
| 招石文   | 馬太醫   | 太醫 |
| 丘梓謙   | 吉 祥    | 趙頊之近身太監 與趙項感情超出主僕關係 |
| 利穎怡   | 如 意    | 壽安郡主之近身侍婢 |

### 遼國奸細
| 演員   | 角色   | 暱稱／關係 |
| 馬 賽  | 琴 操  | 遼國奸細首領／水榭樓主人 假意接近蘇東坡，後鍾情於他 史密、程子才、賈小梅之主人 王安石之天敵 欺騙皇上感情兼設局陷害他 於第28集被揭發其真正身份後欲行刺皇上，卻被突如其來的飛劍射中身亡，臨終前向蘇東坡表白 |
| 康 華  | 史 密  | 被程子才要脅而成為遼國奸細 琴操之手下 參見蘇家 |
| 羅浩楷 | 程子才 | 遼國奸細 琴操之手下 蘇東坡之表哥兼姐夫 虐待蘇八娘致其死亡 於第28集欲炸死蘇東坡和秦少游，後被史密相救而與其同歸於盡                                                                                        |
| 潘芳芳 | 賈小梅 | 遼國奸細 琴操之手下，受其指使誣陷趙頊非太后所生 |
| 何佩珉 | 菁 菁  | 遼國奸細 琴操之侍婢 |
| 黃建東 |        | 遼國奸細 |

### 韓家
| 演員   | 角色   | 暱稱／關係 |
| 李麗麗 | 韓太君 | 韓元、韓素素之母 被王安石指使印製假交子，令遼國財政崩潰 於第16集強迫王閏之下嫁韓元，後因韓元去世變得瘋癲而被送去瘋人村 |
| 陳山聰 | 韓 元  | 韓太君之子 韓素素之兄 鍾情王閏之 於第16集因身患惡疾去世                                                                |
| 吳沚默 | 韓素素 | 韓太君之女 韓元之妹 因曾被玩弄感情而精神失常                                                                           |
| 吳香倫 | 岳媽媽 | 韓太君之隨從 |
| 李旻芳 | 女護院 | |
| 李嘉晉 | 男護院 | |
| 范仲   | 男護院 | |
| 劉天龍 | 守 衛  | |
| 盧偉文 | 守 衛  | |

### 其他演員
| 演員   | 角色   | 暱稱／關係                                                       |
| 鄧佩儀 | 莫 鑫  | 靚蠶姑娘 盜墓者，以蠶娘身份隱姓埋名 鍾情秦少游 （特別客串第7集） |
| 李家聲 | 洪 四  | 四爺 監牢總管 秦少游之好友                                       |
| 蘇恩磁 | 徐梁氏 | 徐誠之妻 徐淑眉之母                                              |
| 秦 煌  | 徐 誠  | 徐淑眉之父 患有痴呆症                                            |
| 林淽諾 | 王 旁  | 徬徨 王安石、王吳氏之幼女 王雱之妹 蘇邁之書友                    |
| 湯洛雯 | 嫣 紅  | 鹿鳴苑歌妓 蘇東坡之紅顏知己                                      |
| 孫慧雪 | 小 巧  | 美容坊店員                                                       |
| 劉嘉琪 | 助 手  | 美容坊店員                                                       |
| 尹詩沛 | 助 手  | 美容坊店員                                                       |
| 區靄玲 | 王吳氏 | 王安石之妻 王雱、王旁之母                                        |
| 祝文君 | 田元氏 | 田三川之妻                                                       |
| 曾慧雲 | 江唐氏 | 江萬里之妻                                                       |
| 劉桂芳 | 芬 姐  | 王旁之褓姆                                                       |
| 何廣沛 | 宋慧橋 | 小橋 宋慧嬌之弟 壽安郡主之面首                                   |
| 朱樂洺 | 劉 水  | 壽安郡主之面首 把科舉試題賣給斬崩刀 於第14集被判流放邊疆         |
| 蕭徽勇 | 說書人 |                                                                  |
| 容天佑 | 元 吉  | 一扇軒伙計                                                       |
| 吳綺珊 | 小 紅  |                                                                  |
| 蘇麗明 | 街 坊  |                                                                  |
| 周梓盈 | 街 坊  |                                                                  |
| 羅浩銘 | 大隻奴 | 遼國奴隸，後獲釋                                                 |
| 裘卓能 | 奴隸主 |                                                                  |
| 李忠希 | 班 主  | 角觗比賽主持人                                                   |
| 周麗欣 | 女觀眾 | 名媛 傾慕秦少游                                                  |
| 徐玟晴 | 女觀眾 | 名媛 傾慕秦少游                                                  |
| 阮 兒  | 女觀眾 | 名媛 傾慕秦少游                                                  |
| 趙璧渝 | 女觀眾 | 名媛 傾慕秦少游                                                  |
| 梁博恩 | 小沙彌 |                                                                  |
| 林 玥  | 太 監  |                                                                  |
| 陳家良 | 太 監  |                                                                  |
| 焦浩軒 | 衙 差  |                                                                  |
| 董敬文 | 衙 差  |                                                                  |
| 王德基 | 衙 差  |                                                                  |
| 方紹聰 | 衙 差  |                                                                  |
| 張雪瑩 | 婢 女  |                                                                  |
| 趙樂賢 | 老 闆  |                                                                  |
| 陳狄克 | 村 長  |                                                                  |
| 鍾鈺精 |        | 蠶娘                                                             |
| 馮秀華 |        | 蠶娘                                                             |
| 黃穎君 |        | 蠶娘                                                             |
| 陳建文 | 田公子 | 王雱之朋友                                                       |
| 司徒暉 | 公 子  |                                                                  |
| 鄭嘉豪 | 公 子  |                                                                  |
| 陳俊堅 | 公 子  |                                                                  |
| 曾 敏  |        | 鹿鳴苑歌妓                                                       |
| 葉婷芝 |        | 鹿鳴苑歌妓                                                       |
| 李君妍 |        | 鹿鳴苑歌妓                                                       |
| 陳靖雲 |        | 鹿鳴苑歌妓                                                       |
| 麥皓兒 |        | 鹿鳴苑歌妓                                                       |
| 沈愛琳 |        | 鹿鳴苑歌妓                                                       |
| 曾琬莎 |        | 鹿鳴苑歌妓                                                       |
| 劉溫馨 |        | 鹿鳴苑歌妓                                                       |
| 陳潔玲 |        | 鹿鳴苑歌妓                                                       |
| 陳珈穎 |        | 鹿鳴苑歌妓                                                       |
| 張智軒 | 廟 祝  |                                                                  |
| 潘冠霖 | 婢 女  |                                                                  |
| 陳華鑫 | 村 民  |                                                                  |
| 黃耀煌 | 獄 卒  |                                                                  |
| 黃毅進 | 獄 卒  |                                                                  |
| 葉 暐  | 張 儉  | 衙差 化名斬崩刀 被王安石安排暗中幫助蘇東坡                       |
| 張漢斌 | 李 仁  | 衙差 化名盲公陳 被王安石安排暗中幫助蘇東坡                       |
| 李日昇 | 男 子  | 被王安石安排暗中幫助蘇東坡                                       |
| 李 岡  |        | 開封府尹                                                         |
| 周志康 | 公 子  | 欣賞琴操                                                         |
| 姚宏遠 | 公 子  | 欣賞琴操                                                         |
| 蔡康年 | 辛老闆 |                                                                  |
| 游莨維 | 劫 賊  |                                                                  |
| 吳曠利 | 劫 賊  |                                                                  |
| 沈可欣 | 路 人  |                                                                  |
| 周梓盈 | 路 人  |                                                                  |
| 趙樂賢 | 路 人  |                                                                  |
| 魏惠文 | 歡喜爹 |                                                                  |
| 李嘉晉 | 善 信  |                                                                  |
| 余應彤 | 獄 卒  |                                                                  |
| 施駿喆 | 獄 卒  |                                                                  |
| 曾守明 | 丁 東  |                                                                  |
| 梁 茵  | 丁 丁  |                                                                  |
| 楊證樺 | 農 民  |                                                                  |
| 霍健邦 | 農 民  |                                                                  |
| 黃梓瑋 | 農 民  |                                                                  |
| 譚坤倫 | 密 探  |                                                                  |
| 黃耀英 | 獄 卒  |                                                                  |
| 黃榮燊 | 獄 卒  |                                                                  |
| 陳鈺琪 | 李 愛  | 第11、14集                                                       |
| 曾健明 | 太 醫  |                                                                  |

## 收視
以下為本劇於香港無綫電視翡翠台、高清翡翠台之收視紀錄：
| 週次 | 集數   | 日期                     | 平均 | 最高 | 備註                           |
| 1    | 1－5   | 2015年10月26日－10月30日 | 24點 | 26點 |                                |
| 2    | 6－10  | 2015年11月2日－11月6日   | 26點 | 29點 |                                |
| 3    | 11－15 | 2015年11月9日－11月13日  | 25點 | 28點 |                                |
| 4    | 16－19 | 2015年11月16日－11月20日 | 23點 |      |                                |
| 5    | 20－24 | 2015年11月23日－11月27日 | 25點 |      |                                |
| 6    | 25－30 | 2015年11月30日－12月6日  | 25點 | 27點 | 星期日大結局平均25點，最高27點 |
| 全劇 | 全劇   | 全劇                     | 25點 | 29點 |                                |

## 獎項

### 萬千星輝頒獎典禮2015
| 獎項               | 單位                     | 結果 |
| ------------------ | ------------------------ | ---- |
| 最佳劇集           | 東坡家事                 | 提名 |
| 最佳男主角         | 歐陽震華                 | 提名 |
| 最佳女主角         | 萬綺雯                   | 提名 |
| 最佳男配角         | 王浩信                   | 提名 |
| 最佳女配角         | 黃心穎                   | 提名 |
| 最受歡迎電視男角色 | 歐陽震華                 | 提名 |
| 最受歡迎電視女角色 | 萬綺雯                   | 提名 |
| 最受歡迎電視女角色 | 黃心穎                   | 提名 |
| 飛躍進步女藝員     | 黃心穎                   | 提名 |
| 最受歡迎劇集歌曲   | 我不夠好（主唱：鍾嘉欣） | 提名 |

## 軼事
- 此劇是萬綺雯及陳煒離開亞洲電視後在無綫電視首部合作的電視劇。
- 此劇接檔同以北宋作時代背景的《無雙譜》播出，造就同一線時段連續播出兩套北宋背景劇集的情況。
- 此劇是演員王綺琴由大馬重返無綫電視的首部電視劇。當年她在大運河一劇飾演女主角紅拂女，和歐瑞偉飾演夫妻。在此劇和歐瑞偉再次同劇演出，但並無對手戲。
- 此劇是李璧琦、李亞男和楊詩敏的第一套古裝劇。
- 此劇是兩位舞台劇拍檔蝦頭及泰臣首部合作的電視劇。
- 此劇是羅浩楷的告別作。

### 與史實不符
—此劇已註明是虚構喜劇而非史劇，以下內容僅作為歷史參考。
- 第20集裡楊瑞麟飾演的江萬里使用了“棄暗投明”一成語，惟此成語出自明代許仲琳的《封神演義》，故事背景在宋代，出現了嚴重不符。但早在元朝尚仲賢的《單鞭奪槊》，便已有類似“棄暗投明”的成語“背暗投明”，而此成語雖初次在《封神演義》及《單鞭奪槊》書面上出現，但並不可撇除此成語在民間口語之間早已出現。
- 劇中多次出現皇上一詞，皇上用於清朝臣子對皇帝稱呼，宋代時應用官家一詞。
- 歷史並無壽安郡主，李亞男所飾演的壽安郡主一角，應為宣仁皇后所出的寶安公主與壽康公主這對雙胞胎之合體。但兩個公主也是宋神宗之幼妹而非長姊；且宋朝禮制，皇帝姊妹皆稱長公主，怎樣也不會只是個郡主。壽安郡主之設定應以2002年港產電影《我家有一隻河東獅》裡皇帝親妹「平安郡主」一角（范冰冰飾演）作為藍本。
- 欽聖皇后向氏於口述中曾經出現，而宣仁皇太后高氏則由韓馬利飾演。但當時後宮中地位最高的慈聖太皇太后曹氏無論於那一方面也沒出現過，也不可能在像祭天及滴血驗親此種大事中不出現。而且她更是在「烏台詩案」中為本劇主角蘇東坡出面求情免死出力最大者，蘇東坡逃過一劫正因太皇太后之國喪，但劇中沒有任何國喪。
- 蘇洵與程氏共生有三男三女，然長子景先與三名女兒皆卒於程氏去世之前[6][7]，其中三女蘇八娘較蘇軾年長一歲，為蘇軾之姊，因此蘇軾並無親妹[8][9]，清朝袁枚的《隨園詩話》曾說：「東坡止有二妹；一適柳，一適程也。今俗傳為秦少游之妻，誤矣！」，是把蘇八娘和蘇軾堂妹德化縣君（苏涣四女，嫁柳仲遠）誤作蘇軾之妹。句中"適"為嫁的意思，而非閨名，劇中蘇八娘、蘇大妹及蘇小妹之閨名概念應參考自此。歷史上亦無蘇小妹此人，秦觀的家譜《秦譜》中沒有秦觀娶蘇姓女子之記載，至南宋才有指秦觀之妻為蘇軾之妹的記載[10]。蘇大妹純屬虛構人物，亦無任何關於陳慥娶蘇軾之妹之記載，且蘇家為官宦之家，其妹不會作妾。
- 秦觀之妻徐氏名文美，並非名淑眉。其父字成甫，逝世前為潭州宁乡主簿，並非痴呆[11]。其母姓蔡，並非姓梁[12]。且不曾被休，更沒有淪落為娼。
- 王安石之官職應為宰相，並非丞相。
- 潘芳芳所飾演的賈大嬸於第23集憶述與蘇洵邂逅的情況時，表示當年神宗父母還是濮王和濮王妃。但神宗父親宋英宗當年並未成為濮王，而是幼年時已被接入宮過繼予宋仁宗與曹皇后，而且其父濮安懿王趙允讓濮王也是追封的，更何況神宗出生時濮安懿王趙允讓還健在。
- 劇中禮儀不符宋代習俗，例如當時習俗同輩以字相稱，故不應以號「東坡」稱呼蘇軾，劇中蘇轍稱呼王安石亦不應直呼其名。
- 劇中人物之造型與宋朝服飾及髮型不符，如官帽有帽正、成人披髮、齊瀏海等。
- 王安石第一次罷相為熙寧七年(1074年)，而其子王雱則逝於熙寧九年(1076年)。劇中王安石頭次被罷相、其長子亦健在顯示了時空為熙寧九年以前的事。但陳慥之父陳希亮逝於熙寧十年(1077年)，而且生前官至湖北房州知州，於宋史更有清官良史之美譽。所以其子陳季常不會有孤身一人以及一貧如洗的情況出現，至少在劇中所處的時空不會。

## 記事
- 2014年10月30日：此劇於13:00在將軍澳電視廣播城一廠Common Room舉行開鏡拜神儀式。
- 2015年1月14日：此劇主要演員出發到無鍚拍攝三星期外景。
- 2015年1月29日：此劇主要演員移師上海拍攝，於2月3日殺青並於同月4日回港。
- 2015年10月22日：此劇於15:30在將軍澳唐德街3號香港九龍東皇冠假日酒店一樓宴會廳一舉行「家有喜事」宣傳活動。
- 2015年10月25日：此劇於15:00在樂富街市正門舉行「食髓滋味睇好戲」宣傳活動。
- 2015年11月9日：此劇於15:45在將軍澳唐俊街8號仁濟醫院王華湘中學舉行「一代文豪大比拼」宣傳活動。
- 2015年11月19日：因直播《萬千星輝賀台慶2015》，本劇暫停播映。
- 2015年11月28日：此劇於15:00在油塘高超道38號大本型地下中庭舉行「大宋婚姻輔導社」宣傳活動。

## 外部連結
- 東坡家事 - myTV SUPER[]

## 電視節目的變遷
| 香港無綫電視翡翠台、高清翡翠台 星期一至五 20:30 - 21:30 · 11月19日暫停播映 | 香港無綫電視翡翠台、高清翡翠台 星期一至五 20:30 - 21:30 · 11月19日暫停播映 | 香港無綫電視翡翠台、高清翡翠台 星期一至五 20:30 - 21:30 · 11月19日暫停播映 |
| -------------------------------------------------------------------------- | -------------------------------------------------------------------------- | -------------------------------------------------------------------------- |
|                                                                            | 東坡家事（第1-29集） （2015-10-26 - 2015-12-04）                           |                                                                            |
| 無雙譜 （2015-09-28 - 2015-10-23）                                         | 刀下留人（第1-25集） （2015-12-07 - 2016-01-08）                           |                                                                            |
| 星期日 20:30 - 21:30                                                       |                                                                            |                                                                            |
| Sunday靚聲王（第10-35集） （2015-05-03 - 2015-11-29）                      | 東坡家事（大結局）（第30集） （2015-12-06）                                | 萬千星輝頒獎典禮2015（20:00-22:35） （2015-12-13）                         |

| 香港無綫電視翡翠台下午劇集時段 星期一至五 14:45-15:45 | 香港無綫電視翡翠台下午劇集時段 星期一至五 14:45-15:45 | 香港無綫電視翡翠台下午劇集時段 星期一至五 14:45-15:45 |
| ----------------------------------------------------- | ----------------------------------------------------- | ----------------------------------------------------- |
|                                                       | 東坡家事 （2018.06.26 - 2018.08.06）                  |                                                       |
| 老婆大人II （2018.05.22 - 2018.06.25）                | 醋娘子 （2018.08.07 - 2018.09.03）                    |                                                       |

| 马来西亚Astro On Demand 星期一至五 20:30 - 21:30 | 马来西亚Astro On Demand 星期一至五 20:30 - 21:30 | 马来西亚Astro On Demand 星期一至五 20:30 - 21:30 |
| ------------------------------------------------ | ------------------------------------------------ | ------------------------------------------------ |
|                                                  | 東坡家事 （2015-10-26 - 2015-12-06）             |                                                  |
| 無雙譜 （2015-09-28 - 2015-10-23）               | 刀下留人 （2015-12-07 - 2016-01-10）             |                                                  |

| 澳洲 TVBJ 星期一至五 19:15－20:15 時段 | 澳洲 TVBJ 星期一至五 19:15－20:15 時段 | 澳洲 TVBJ 星期一至五 19:15－20:15 時段 |
| -------------------------------------- | -------------------------------------- | -------------------------------------- |
|                                        | 東坡家事 （2015-10-27 - 2015-12-08）   |                                        |
| 無雙譜 （2015-09-29 - 2015-10-26）     | 刀下留人 （2015-12-09 - 2016-01-12）   |                                        |

| 星和娱家戏剧台 劇集首映 星期一至五 20:00－21:00 時段 | 星和娱家戏剧台 劇集首映 星期一至五 20:00－21:00 時段 | 星和娱家戏剧台 劇集首映 星期一至五 20:00－21:00 時段 |
| ---------------------------------------------------- | ---------------------------------------------------- | ---------------------------------------------------- |
|                                                      | 東坡家事 （2016-02-18 - 2016-03-30）                 |                                                      |
| 無雙譜 （2016-01-21 - 2016-02-17）                   | 刀下留人 （2016-03-31 - 2016-05-05）                 |                                                      |

| 马来西亚 Astro華麗台、Astro華麗台HD 星期一至五 20:30 - 21:30 | 马来西亚 Astro華麗台、Astro華麗台HD 星期一至五 20:30 - 21:30 | 马来西亚 Astro華麗台、Astro華麗台HD 星期一至五 20:30 - 21:30 |
| ------------------------------------------------------------ | ------------------------------------------------------------ | ------------------------------------------------------------ |
|                                                              | 東坡家事 （2016-09-01 - 2016-10-11）                         |                                                              |
| 樓奴 （2016-08-03 - 2016-08-31）                             | 三面形醫 （2016-10-12 - 2016-11-04）                         |                                                              |

| 马来西亚 八度空間 我最爱TVB 星期一至五 19:00 - 19:58 | 马来西亚 八度空間 我最爱TVB 星期一至五 19:00 - 19:58 | 马来西亚 八度空間 我最爱TVB 星期一至五 19:00 - 19:58 |
| ---------------------------------------------------- | ---------------------------------------------------- | ---------------------------------------------------- |
|                                                      | 東坡家事 （2017-08-30－2017-10-10）                  |                                                      |
| 无双谱 （2017-08-02 - 2017-08-29）                   | 张保仔 （2017-10-11－2017-11-23）                    |                                                      |